# Leopold Barschandt
Leopold Barschandt (12 de agosto de 1925-5 de octubre de 2000) fue un futbolista austríaco que jugaba como defensa.

## Selección nacional
Fue internacional con la selección de fútbol de Austria en 23 ocasiones y convirtió un gol. Formó parte de la selección que obtuvo el tercer lugar en la Copa del Mundo de 1954, siendo el mayor éxito en la historia del fútbol austríaco hasta la fecha.

### Participaciones en Copas del Mundo
| Mundial                        | Sede   | Resultado      | Partidos | Goles |
| ------------------------------ | ------ | -------------- | -------- | ----- |
| Copa Mundial de Fútbol de 1954 | Suiza  | Tercer lugar   | 4        | 0     |
| Copa Mundial de Fútbol de 1958 | Suecia | Fase de grupos | 0        | 0     |

## Clubes
| Club               | País    | Año       |
| ------------------ | ------- | --------- |
| SPC Helfort Wien   | Austria | 1945-1948 |
| SC Gaswerk Wien    | Austria | 1948-1950 |
| Wiener Sport-Club  | Austria | 1950-1960 |
| SV Stickstoff Linz | Austria | 1960-1963 |

## Palmarés

### Campeonatos nacionales
| Título               | Club              | País    | Año  |
| -------------------- | ----------------- | ------- | ---- |
| Campeonato austríaco | Wiener Sport-Club | Austria | 1958 |
| Campeonato austríaco | Wiener Sport-Club | Austria | 1959 |